# Sainfeldita
La sainfeldita és un mineral de la classe dels fosfats, que pertany al grup de la hureaulita. Rep el nom en honor de Paul Sainfeld (França, 1916 - 1998), mineralogista del Museu de Minenarlogia de l'Ecole des Mines de París, qui va descobrir el mineral.

## Característiques
La sainfeldita és un arsenat de fórmula química Ca₅(AsO₃OH)₂(AsO₄)₂(H₂O)₄. Es tracta d'una espècie aprovada per l'Associació Mineralògica Internacional, i publicada per primera vegada el 1964. Cristal·litza en el sistema monoclínic. La seva duresa a l'escala de Mohs és 4.
Segons la classificació de Nickel-Strunz, la sainfeldita pertany a «08.CB - Fosfats sense anions addicionals, amb H₂O, només amb cations de mida mitjana, RO₄:H₂O = 1:1» juntament amb els següents minerals: serrabrancaïta, hureaulita, vil·lyael·lenita, nyholmita, miguelromeroïta, fluckita, krautita, cobaltkoritnigita, koritnigita, yvonita, geminita, schubnelita, radovanita, kazakhstanita, kolovratita, irhtemita i burgessita.

## Formació i jaciments
Va ser descoberta a la mina Gabe Gottes, a la localitat de Sainte-Marie-aux-Mines, a l'Alt Rin, (Gran Est, França). També ha estat descrita en altres indrets de França, Alemanya, Suïssa, la República Txeca, Grècia, el Marroc i els Estats Units.